# ヨウサイ
ヨウサイ（蕹菜〈台湾語白話字：èng-chhài、拼音: wèng cài ウォンツァイ〉、学名: Ipomoea aquatica）は、ヒルガオ科サツマイモ属の野菜。クウシンサイ（空心菜）、エンサイの呼称でも知られる。栽培の中心は中国南部や東南アジアなどの熱帯アジア地域で、ニンニク炒めなどにしてよく食べられている。

## 名称
多くの異なった名称でもよばれており、茎が空洞のためクウシンサイ（空芯菜）ともよばれ、またエンサイ（莚菜）などの別名がある。中国名は蕹菜（草菜、空心菜）。
- クウシンサイ（空心菜）[1][3] - 茎が空洞になっていることから、中国語では空心菜（コンシンツァイ、拼音: kōng xīn cài）と書き、日本語でも「くうしんさい」の読み方で普及している。なお、同じ読みで「心」を「芯」に変えた、「空芯菜」という登録商標が日本で取得されている[5]。
- アサガオナ（朝顔菜）[1][3] - アサガオ菜[6]。アサガオのような淡紫色または白色の花を付けるため。
- エンサイ[1] - 台湾語の蓊菜の訛り。「燕菜」とも書かれる[6]。「エンサイ」「莚菜」が野菜・料理・飲料の名称として商標登録[7][8]。「莚」は草むしろを意味する漢字で本来、本種の意味はない。別名エン「蓊」の音を表すための代用当て字とみられる。
- ムシロナ
- ウンチェー：沖縄ではウンチェー（蕹菜）、ウンチェーバー（蕹菜葉）と呼ばれる。
- チャウカンツォイ：中華人民共和国の広東省では俗に食べ過ぎると痙攣を起こすともいわれ、広東語で抽筋菜（チャウカンツォイ、chau1gan1choi3）の俗称がある。
- ツウサイ（通菜）[3] - 中国の福建省では通菜（トンツァイ、拼音: tōng cài）とも呼ばれる。
- ミズホウレンソウ(水ほうれん草)[9] - Water spinachの英名もある。
- カンコンサイ[3]

## 特徴

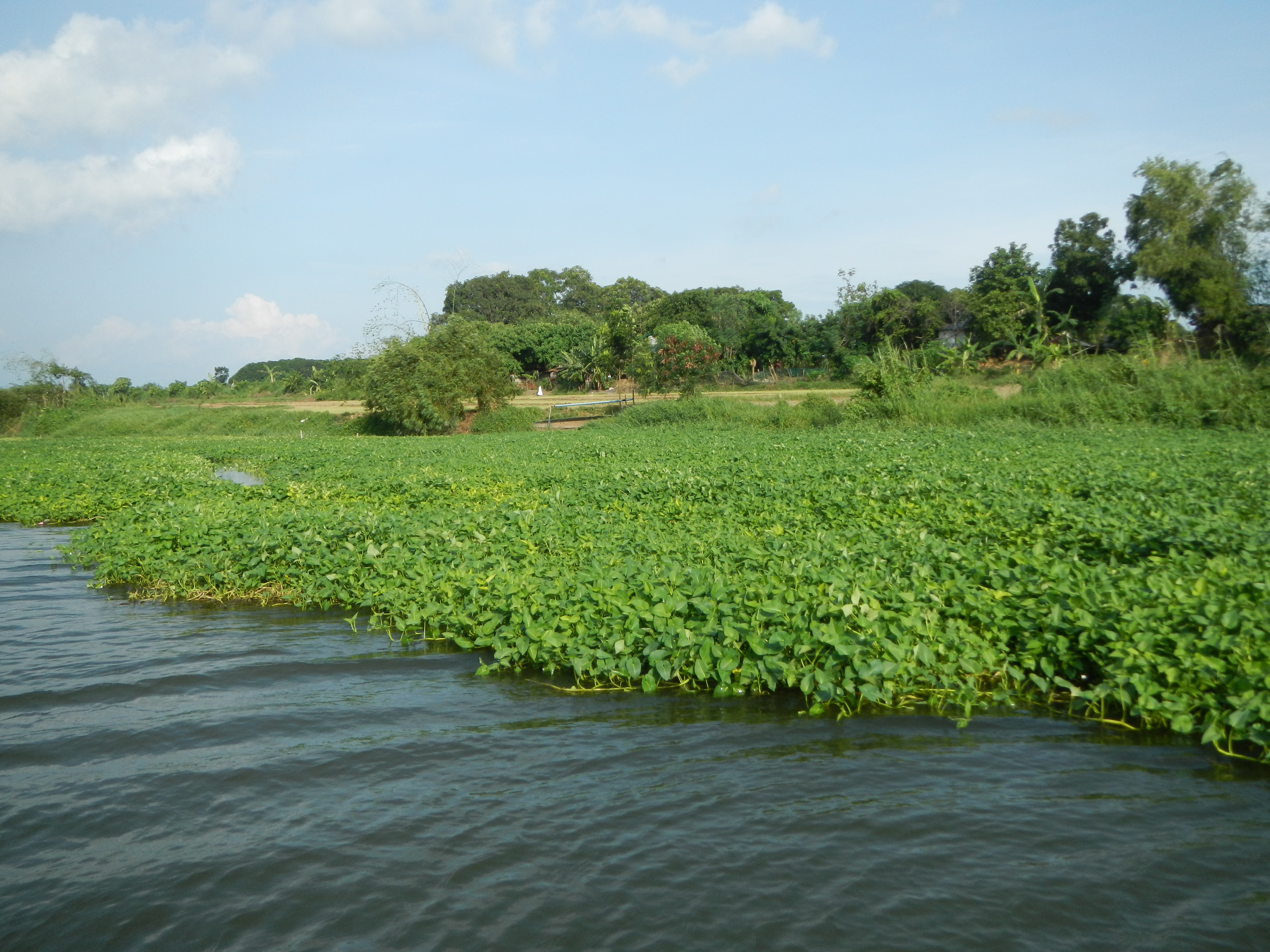
水上のヨウサイ農地

つる性の一年草ないし多年草。熱帯アジア原産と考えられており、熱帯アフリカから東アジアまで広域にわたって野生している。野菜としての利用は多湿の熱帯や湿地（特に、中国南部、台湾、東南アジアの華僑居住地域、東インド、スリランカの熱帯アジア地域）で多く栽培され、ときに水耕栽培もされる。植物体の外見は同じヒルガオ科のサツマイモに似ており、光沢のある緑色から濃緑色で無毛、茎は中空で、数メートル (m) 伸びて地上を這うか、あるいは水面に浮かぶ。発根力が高く、地面や水面に接した茎は、節から容易に不定根を出して栄養繁殖もできる。葉は互生し、やや長い葉柄がつく。葉身は長さ5 - 15センチメートル (cm) の披針形、長卵形、心臓形などで、品種によって大きく異なる。
花芽をつけ始めるのは日中の長さが一定以上短くなると起こる（短日条件）とされ、サツマイモやアサガオに似た白色や桃色の花を葉腋につける。
水辺に生育し、水面に茎（空洞で節がありフロートと同じ）を浮かせて進出する。汽水域でも成長可能である。暑さに強く水上で栽培すると大量に根を伸ばして水をよく吸収することから、近年では湖沼などの水質浄化活動によく用いられている。
日本には古くは沖縄県方面を経て九州に渡来した。真夏でも収穫でき、時期的に希少な葉野菜となる。沖縄では重要な野菜となっており、台風襲来後に傷んだ茎葉を刈り取るとすぐ次の側芽が伸びてきて収穫できる。九州以北の露地栽培では花をつけても種をほぼつけず、自生繁殖による生態系への影響は低い。九州や南部地域では、かつては定着したが、一般的に栽培されるまでには至らなかった。
- 茎葉
- 花
- 全体像
- イラスト

## 栽培
播種時期の選定や低温障害を受けないようにすること、また十分水分を与えて肥料の効果が長続きするようにすれば、容易に栽培することができる。多湿の土壌を好み、高温には非常に強い性質で、生育温度は25度前後、発芽適温は25 - 30度とされる。その一方で低温にはきわめて弱く、気温が低くなると急速に戸建ちが悪くなって10度で発育が止まり、霜に遭うと枯死する。乾燥を嫌うため、畑作の場合は生育中の水やりを怠らないようにする。
文献によって一年草か多年草の両方の記載が見られるが、これは栽培する地域によって越冬可能かどうかによるものと考えられている。沖縄などを除く日本の中間地域では露地越冬は不可能なため一年草となり、栽培期間は春（4月）から秋（9月）までで、芽先を収穫していくと次々に分枝して秋まで収穫できる。連作障害は出にくい。繁殖は種子繁殖か栄養繁殖の両方で行われる。しかし秋に開花しても採種は困難で、一部の品種は遺伝的に開花結実しないため、挿し芽による栄養繁殖だけで維持増殖がされている。
中国などでは、畑、水田（浅水）、浮水の3種類の栽培法がある。浮水栽培は、竹と縄で組んだイカダを池に浮かべて、そこに30 cm程度に伸びた挿し苗を植え付けて水上栽培する方法である。日本では、多くは畑作栽培が行われており、直播き・育苗のどちらでも栽培できる。
畑作の場合、20度を超えてから腐葉土を入れた育苗ポットに種を播いて苗作りを始める。畑は土壌水分含量が高く日当たりのよい場所を選び、苗を定植する2 - 3週間前に堆肥を施して耕しておいてから、高さ5 - 10センチメートル (cm) の畝を作る。種を播いてから2週間ほどで発芽し、本葉が4、5枚になったら株間をゆったりとって畑に定植する。種からでも育てられるが、家庭では初夏に市販のクウシンサイ（ヨウサイ）のつる先10 cmくらいを挿し芽で発根させ、育てるほうが手軽にできる。
つるは極めて旺盛に伸びて畑全面を覆うようになるので、畝間を十分広くとって苗を植え付ける。地温維持と乾燥防止、雑草抑制対策のため畝にはマルチングを施しても良く、資材はビニールの他、紙や藁を使ってもよい。良品多収のためには肥料切れを起こさないように管理する。追肥は草丈が15 cmくらいになったころから始め、畝間にぼかし肥や鶏糞を与えるとよいとされる。株が高さ30 cmになったら収穫を始める合図で、芽先を15 - 20 cm切って随時収穫する。そのあと、次々に側枝が伸びてくるため、伸びてきた側枝を20 - 30 cmの長さで収穫する。つるの伸びが早いため、遅れないように次々と収穫する。つるが混み合ってくると軟弱な芽しか取れなくなってくるため、密になったところを刈り取って、つるをまばらにすると良くなる。
日本でも、沖縄県で従来より栽培されていたほか、九州地方などの温暖な地域で栽培が広がりつつあり、栽培農家も増えている。消費者が入手または栽培するのも容易になりつつある。
コンテナ栽培でも育てやすく、家庭菜園にも向いている。岐阜県立恵那農業高等学校では、水を入れたコンテナ容器で栽培する方法「コンテナドボン栽培」を開発。名古屋市堀川において、ポットトレイにペットボトルをつけた「ペットボトルミニ浮島」での栽培を2010年に行い、1%程度の塩分を含む汽水域での栽培が可能であることを確認した。2017年2月には竹をしならせ二重のビニールテープで固定した「竹製浮島」を考案し、同年7月に栽培実験を行った。
- 菜園のヨウサイ
- 川で栽培されるヨウサイ
- ヨウサイの収穫
- 出荷されるヨウサイ

### 病虫害
台湾の文献では、白さび病、タニシ類、ヨトウムシなどが防除対策のいる病害虫としてあげられている。ただし、日本ではほとんど問題にならず、ハスモンヨトウの食害に遭う程度であるが、サツマイモ属に属するため、
アリモドキゾウムシ・イモゾウムシの宿主植物となることから、沖縄県・奄美諸島から日本本土への植物体の持ち込みは検疫によって禁止されている。

### 栽培品種
中国南部では重要な野菜のひとつであり、記載されている品種の数も多い。繁殖方法によって種子繁殖の品種の系統と、遺伝的にまったく開花結実しないため株分けによる栄養繁殖の品種の系統に大別できる。また、栽培条件によって水生と陸生にも系統分けができる。日本の育苗会社が市販するものはほとんど固有品種名を持たず、「エンサイ」「カンコンサイ」などの作物名をそのまま用いており、市販品種間の形質差も明確な違いが見られないことから類似系統と考えられている。
下記は『広州蔬菜品種誌』にみられる品種を示したものである。
- 大骨青（青売） - 茎径1 cmで分枝はやや少なく、葉は深緑色で長さ11.5 cm、幅8 cmの長卵形で葉質はやわらかい。水田早熟栽培で、種子繁殖が行われる。[13]
- 大鶏青（緑豆青） - 茎径1.5 cmで分枝はやや多く、葉は深緑色で長さ6 cm、幅7 cmの長卵形で質がやや劣る。水田栽培で、種子繁殖が行われる。[13]
- 大鶏白（青葉白殻） - 茎径1.5 cmで分枝はやや多く、葉は深緑色で長さ12 cm、幅7 cmの長卵形で優良品種。畑作栽培で、種子繁殖が行われる。[13]
- 大鶏黄（黄葉白殻） - 茎径1.5 cmで分枝はやや多く、葉は黄緑色で長さ11 cm、幅6.5 cmになる長卵形で優良品種。水田栽培で、種子繁殖が行われる。[13]
- 白殻（薄殻） - 茎径1.7 cmで分枝はやや少なく、葉は緑色で長さ15 cm、幅10 cmにもなる長卵形で優良品種。浮水栽培で旺盛な生育を示し、種子繁殖が行われる。[13]
- 剣葉通菜 - 茎径0.8 cmで分枝が多く、葉は青緑色で長さ4 - 7 cm、幅3 cmの長披針形。畑作と水田栽培の両方に対応し、種子繁殖が行われる。[13]
- 細通菜（蕹菜仔、鉄線梗） - 茎径0.5 cmと細く、葉は深緑色で長さ7 cm、幅3 cmの短披針形の優良品種。畑作栽培で収穫期間は長く、繁殖は株分けによって行われる。[13]
- 糸蕹（細通） - 茎径0.6 cmと細く、葉は深緑色で長さ4.5 cm、幅3.5 cmの短披針形の優良品種。茎と葉柄が紫紅色になるのが特徴。畑作栽培で収穫期間は長く、繁殖は株分けによって行われる。[13]

## 利用

### 食用

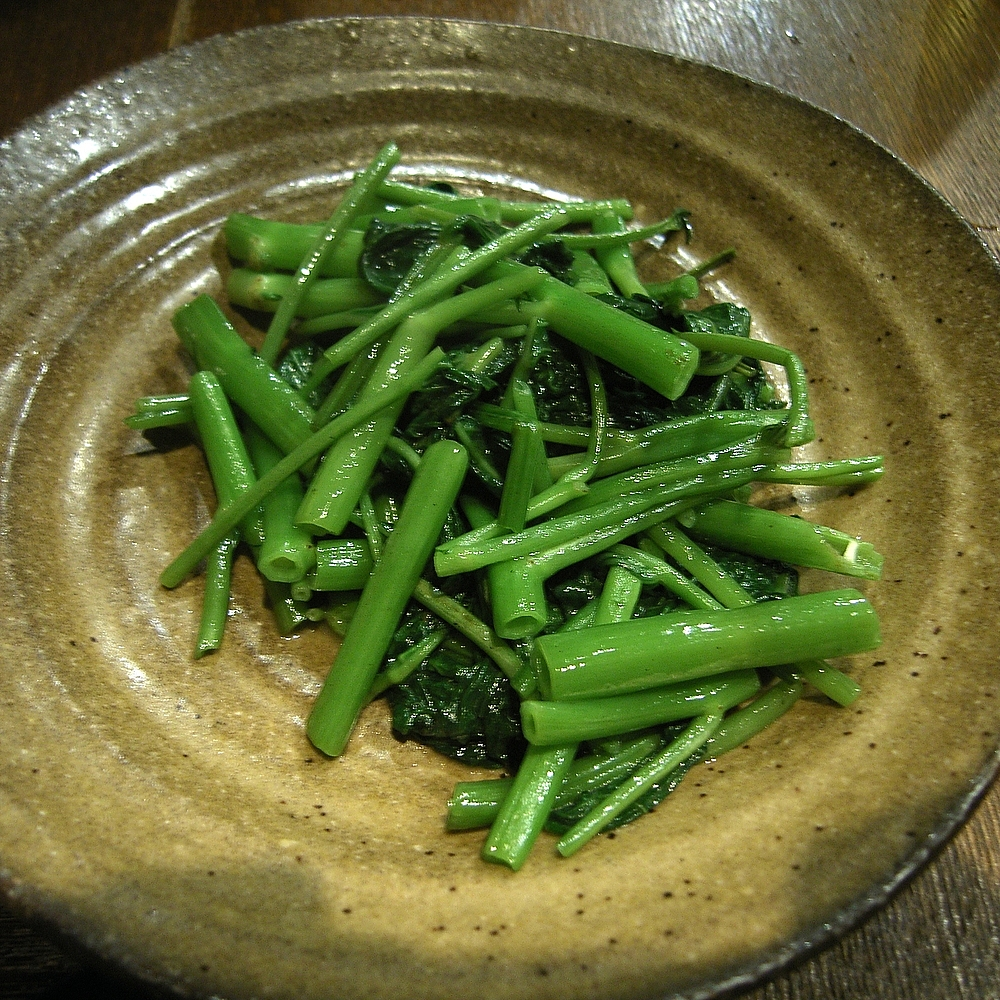
ヨウサイの炒め物

β-カロテンが豊富な緑黄色野菜で、食材としての旬は6 - 8月とされ、茎や葉は瑞々しくて茎に丸みがあり切り口が綺麗なものが市場価値の高い良品とされる。風味は個性的で少しクセがある。茎葉を主に炒め物、または中華風のおひたし（タン[燙]青菜）として、中国、台湾やフィリピン、ベトナム、タイ、マレーシア、インドネシアなどの東南アジアで用いる。茎が空洞で火の通りも早く、シャキシャキした歯ごたえが炒め物に向いている。中国南部ではよく食べられておりニンニク炒めにするのが一般的で、ナンプラーなどの魚醤や豆豉で味付けして炒めたりすることが多い。調味料はシュリンプペーストやオイスターソースなども使われ、味付けによって中華風やタイ料理風にもなる。さっと茹でてマヨネーズ和えにしてもおいしく食べられ、スープの具にも使える。
オーストラリアの先住民族アボリジニの間ではブッシュ・タッカーとして古くから消費されてきた。
ヨウサイの新芽はスプラウトとして利用される。
- ヨウサイの炒め物
- ヨウサイの入ったヌードル

### 水質浄化
成長過程で窒素やリンを水からたくさん吸収するため水質浄化作用があるといわれており、岐阜県の阿木川ダムなどで栽培されている。

## 栄養価
100グラム (g) あたりの熱量は17キロカロリー (kcal) ほどある。栄養価などホウレンソウと比較されることが多く、β-カロテンはホウレンソウの約4 - 5倍、カルシウムは約4倍、ビタミンB1とビタミンCは約2倍ほど含んでいる。ポリフェノールや鉄分も豊富で、疲労回復や貧血予防にも役立つといわれている。ただしホウレンソウとは違い、難溶性のシュウ酸カルシウムを多く含んでおり、えぐ味（シュウ酸味）を感じる原因となっている。シュウ酸カルシウムの毒性については経口データはないが、劇物のシュウ酸塩として、飲み込むと有害であると考えられるので区分４に分類されている。シュウ酸カルシウムは尿道結石の原因にはならないが、食べ過ぎに注意することが必要である。